# Frosinone
Frosinone (latinski: Frusino) je glavni grad talijanske pokrajine Frosinone u regiji Lazio. Grad ima 46.649 stanovnika.

## Povijest
Frosinone je grad utemeljen na temeljima Frusne, drevnog naselja italskog naroda Volsci. Godine 338. pr. Kr. Rimljani su ga preuzeli, pretvorili u svoju koloniju i nazvali Frusino. Tijekom srednjeg vijeka Frosinone je više puta pljačkan i razaran, a posljednji put 1556. godine od španjolske vojske Fernanda Álvareza Albe u pohodu na Rim. Postao je upravno središte tada novoosnovane pokrajine Frosinone 1926. godine. Tijekom Drugog svjetskog rata grad su žestoko bombardirali saveznički zrakoplovi jer je bio ključna obrambena linija za Sile Osovine.

## Prijateljski gradovi
- Elmwood Park
- Tecumseh
- Nocera Umbra